# Sloanea suaveolens
Sloanea suaveolens är en tvåhjärtbladig växtart som beskrevs av C. Tirel. Sloanea suaveolens ingår i släktet Sloanea och familjen Elaeocarpaceae. Inga underarter finns listade i Catalogue of Life.